# Takatà
El takatà o tacatà és un esport popular molt vinculat a la platja de la Barceloneta, que també es juga a Badalona. No hi ha acord sobre si va ser inventat pels socis del Club Natació Barcelona o pels del Club Natació Atlètic-Barceloneta, malgrat que la primera foto que documenta la seva existència va ser presa davant del Club Natació Atlètic. Tanmateix en aquella època els nedadors de la Barceloneta no disposaven de piscina coberta, de manera que a l'hivern completaven el seu entrenament amb gimnàstica sueca. Es van inventar un esport per jugar a la platja que els servia per mantenir-se en forma anomenat inicialment «va a la mà» que consistia en passar-se una pilota de tennis amb les mans (de manera similar a com es fa en el voleibol), a banda i banda d'una xarxa. Es podria dir que es una barreja entre el voleibol, el tennis i el joc de pilota.Ben aviat la denominació original va canviar a takatà per la semblança al soroll que fa la pilota al colpejar amb el palmell de la mà. Així va sorgir el takatà, que es va fer ràpidament popular a les platges de la Barceloneta.

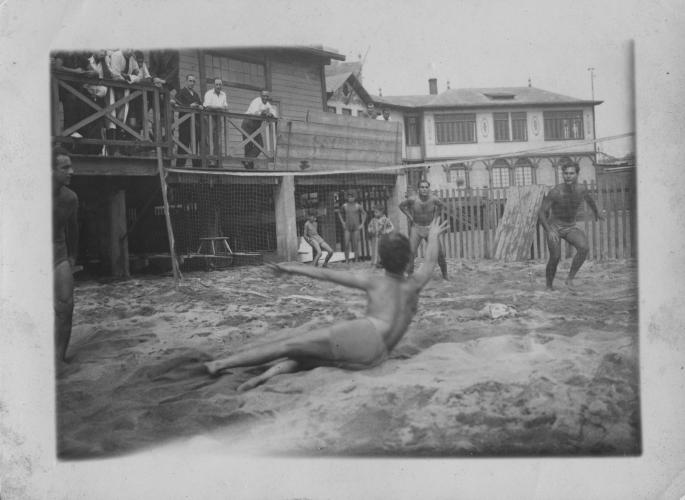
Partida de takatà davant la seu del Club Natació Atlètic, any 1934.

Es juga colpejant la pilota amb una sola mà i enviant-la al camp contrari amb un sol toc. El camp és rectangular de 14 metres per 6. La xarxa ha de ser d'1,65 m i no val rematar cap avall (matxet) o retenir la pilota. Està pensat per jugar en parelles (dos contra dos) i els partits són al millor de 40 o 60 punts, segons sigui un partit amistós o de campionat. L'esport es va popularitzar molt en les dècades de 1950 i 1960 i es va estendre fins a Badalona i va evolucionar en diverses versions amb les normes una mica canviades. Al Club Natació Barcelona, per exemple, permeten la rematada cap avall, i es juga a 21 punts amb una xarxa amb més alçada. A Badalona, en canvi, juguen tres contra tres i el camp és més llarg.
El valor inestimable d'aquest esport radica en el fet que el pot practicar tothom sense importar el sexe ni l'edat. De fet és un dels pocs esports en què una persona gran en pot guanyar una de jove. Això és així perquè el takatà és fonamentalment un esport d'habilitat i coordinació; la forma física ajuda a tenir un millor rendiment, però no és un factor tan determinant com en altres esports.
El joc és considerat tradicional i l'han practicat diferents generacions des de principis del segle xx. No obstant això, no és gaire popular entre els socis actuals d'ambdós clubs. El takatà només es coneix vagament.

## Vídeos i reportatges
https://www.youtube.com/watch?v=ILAn022zm3g 

https://www.youtube.com/watch?v=_puXPkOXCto 

https://www.youtube.com/watch?v=I3uBKn7njqY 

https://www.youtube.com/watch?v=VD8SU1xNqsw 

https://www.youtube.com/watch?v=hlXK6O3Nhl8 

https://www.youtube.com/watch?v=dR1ZzjPkDxo 

https://www.youtube.com/watch?v=9jE-t4hW0LY 

https://www.youtube.com/watch?v=73tGfcx5Xls 

https://www.youtube.com/watch?v=JEnIJD4oMoA 